# San Pedro Concepción Candelaria
San Pedro Concepción Candelaria är en ort i Mexiko.   Den ligger i kommunen Chalchicomula de Sesma och delstaten Puebla, i den sydöstra delen av landet, 170 km öster om huvudstaden Mexico City. San Pedro Concepción Candelaria ligger 2 442 meter över havet och antalet invånare är 102.
Terrängen runt San Pedro Concepción Candelaria är kuperad åt sydväst, men åt nordost är den platt. Runt San Pedro Concepción Candelaria är det ganska tätbefolkat, med 166 invånare per kvadratkilometer. Närmaste större samhälle är Ciudad Serdán, 8,9 km öster om San Pedro Concepción Candelaria. Omgivningarna runt San Pedro Concepción Candelaria är en mosaik av jordbruksmark och naturlig växtlighet.